# Albert von Kortzfleisch
Franz Albert von Kortzfleisch (* 4. Dezember 1801 in Argelothen; † 12. März 1866 in Koblenz) war ein preußischer Generalleutnant.

## Leben

### Herkunft
Seine Eltern waren Franz Leopold von Kortzfleisch (1755–1812) und dessen Ehefrau Juliane Charlotte, geborene Breauer (1772–1855). Der Vater war Leutnant a. D. im Dragonerregiment Nr. 8 sowie Herr auf Argelothen.

### Werdegang
Kortzfleisch besuchte ab 5. Mai 1814 das Kadettenhaus in Berlin und dort am 18. Juni 1818 zum Unteroffizier ernannt. Am 29. Oktober 1818 wurde er als Sekondeleutnant dem 3. Infanterie-Regiment der Preußischen Armee überwiesen. Kortzfleisch avancierte am 19. Februar 1831 zum Premierleutnant und Regimentsadjutanten. Am 20. März 1836 stieg er zum Hauptmann und Kompaniechef auf. Mit einem Patent vom 11. Dezember 1829 folgte am 30. März 1839 seine Versetzung in das 19. Infanterie-Regiment. Daran schloss sich ab 28. März 1841 eine Verwendung als Major und Kommandeur des III. Bataillons im 1. Landwehr-Regiment in Tilsit an. Am 27. März 1847 wurde Kortzfleisch als Kommandeur des Füsilier-Bataillons in das 1. Infanterie-Regiment versetzt und dort am 19. November 1849 zum Oberstleutnant befördert. Mit einer Abordnung des Regiments nahm er am 13. Oktober 1850 an den Jubiläumsfeierlichkeiten des Generalfeldmarschalls Paskewitsch in Warschau teil, der Regimentschef war. Am 17. April 1851 wurde Kortzfleisch Kommandeur des 10. Infanterie-Regiments und in dieser Eigenschaft zwei Tage später Oberst. Am 18. Januar 1852 bekam er den Roten Adlerorden IV. Klasse. Am 10. Mai 1855 wurde er dann Kommandeur der 19. Infanterie-Brigade und am 12. Juli 1855 zum Generalmajor befördert. Am 8. Juni 1858 folgte seine Ernennung zum Kommandeur der 6. Division. Am 11. Januar 1859 wurde er mit dem Roten Adlerorden II. Klasse mit Eichenlaub ausgezeichnet und am 31. Mai 1859 Generalleutnant. Am 3. Juni 1860 bekam Kortzfleisch den Stern zum Roten Adlerorden II. Klasse mit Eichenlaub, am 12. Februar 1861 das Großkreuz des Ordens vom Heiligen Michael sowie am 18. Oktober 1861 den Roten Adlerorden I. Klasse mit Eichenlaub. Krankheitsbedingt nahm Kortzfleisch am 10. Mai 1862 einen achtwöchtigen Urlaub, um seine Gesundheit in Karlsbad zu verbessern. Da keine Besserung eintrat, wurde er am 10. März 1863 mit der gesetzlichen Pension zur Disposition gestellt. Dabei wurde ihm eine Wiederanstellung in Aussicht gestellt, sollte sich sein Gesundheitszustand wieder normalisieren.
Anlässlich des Krieges gegen Dänemark wurde Kortzfleisch am 4. März 1864 zum Kommandierenden General des Stellvertretenden Generalkommandos des III. Armee-Korps ernannt. Am 11. Juni 1864 erhielt er den Russischen Orden der Heiligen Anna I. Klasse, aber schon am 10. Dezember wurde er von seinen Aufgaben wieder entbunden, aber dazu wurde ihm der Kronen-Orden I. Klasse verliehen. Er starb am 12. März 1866 in Koblenz am Rhein.

### Familie
Kortzfleisch heiratete am 20. April 1827 in Memel Julie Wilhelmine Goldbeck (1807–1862). Das Paar hatte mehrere Kinder:
- Julie Charlotte Henriette (1828–1847) ⚭ 29. Mai 1846 Hippolyt von der Groeben (1819–1883), Rittmeister, Herr auf Rippen
- Franz Albert Heinrich (1829–1863), Rittmeister a. D.
- Maria Helene (1830–1871)

⚭ 8. Dezember 1856 Richard John von Freyend († 1866), Hauptmann, nobilitiert 27. Dezember 1856
⚭ 16. Mai 1868 Ernst Axel Gustav (Aurel) Diestel († 1875), General-Güterdirektor der Berlin-Potsdam-Magdeburger Eisenbahngesellschaft